# Elección presidencial de El Salvador de 2014
La elección presidencial de El Salvador de 2014 se desarrolló el día domingo 2 de febrero de ese mismo año, y como ninguno de los candidatos obtuvo la mitad más uno de los votos válidos para ser proclamado ganador, se desarrolló una segunda vuelta el domingo 9 de marzo entre los dos candidatos que obtuvieron mayor número de votos válidos en la primera elección. En los comicios se eligieron los cargos de Presidente y Vicepresidente de la República, y el organismo encargado para llevar a cabo el evento fue el Tribunal Supremo Electoral.
La segunda ronda entre los candidatos Salvador Sánchez Cerén (FMLN) y Norman Quijano (ARENA) se llevó a cabo el 9 de marzo de 2014. Esto se debe a que ningún candidato recibió suficientes votos para ser elegido en la primera ronda; resultando como ganador el candidato del FMLN por una mínima diferencia sobre su contrincante de ARENA. Fueron las últimas elecciones bajo el dominio bipartidista existente en el país desde 1994 entre el FMLN y ARENA.

## Marco legal
De acuerdo al Art. 216 del Código Electoral de El Salvador, el Tribunal Supremo Electoral declarará como Presidente y Vicepresidente electos a los candidatos postulados por el partido político o coalición que haya obtenido la mayoría absoluta de votos válidos emitidos.
En caso de que ninguno de los partidos políticos o coaliciones obtenga la mitad más uno de los votos válidos, el Tribunal Supremo Electoral realizará una segunda vuelta en la que participarán los dos partidos políticos o coaliciones que hayan obtenido el mayor número de votos válidos. De conformidad al Artículo 80 de la Constitución de El Salvador, dicha segunda vuelta se llevará a cabo en un plazo que no excederá de treinta días después que se haya declarado en firme los resultados de la primera elección.

## Novedades en el proceso electoral
Para estos comicios se implementó el voto en el exterior, para el que 10 337 salvadoreños se inscribieron en el padrón electoral, y cuyo proceso de entrega de los paquetes electorales se inició en el mes de diciembre de 2013. También la modalidad del voto residencial se logró ejecutar en todos los municipios del país. Además, las elecciones se desarrollaron con un nuevo Código Electoral que fue aprobado en el mes de julio del año 2013.

## Campaña

### FMLN
Sánchez Cerén y Óscar Ortiz afirmaron que los "tres pilares" de su programa son el empleo, la seguridad y la educación. Para el desarrollo de este programa, los candidatos recibieron propuestas de representantes de diversos sectores de la sociedad. Han argumentado que para lograr niveles más altos de empleo se requiere expandir las asociaciones público-privadas, patrocinar un banco público de desarrollo y promover industrias importantes. En cuanto a la educación, los candidatos han prometido más comida gratuita para los niños en la escuela, una política de "un niño, una computadora" y educación bilingüe. Sánchez Cerén ha anunciado planes para la primera "universidad digital" del país y un aumento de los fondos para el transporte alrededor de las universidades. Para abordar los problemas de la delincuencia y la seguridad, los candidatos han propuesto aumentar los fondos para las nuevas tecnologías policiales, promover campañas contra el abuso de drogas, crear centros de rehabilitación educativa para los condenados por delitos menores y delitos de drogas, y capacitar a los oficiales de paz de la comunidad.
Sánchez Cerén fue invitado como orador de clausura a los "Diálogos Culturales de Invierno" del FMLN, en los que se solidarizó con la Alianza Bolivariana para las Américas. Expresó su deseo de modelos de desarrollo alternativos, como los que se ven en las naciones con gobiernos de izquierda en América del Sur. La noción de "buen vivir" o "vivir bien" fue prominente en su discusión política. "El Vivir Bien es una corriente de ideas, de valores, de propuestas sociales y políticas que recorre América Latina, que nos dice que es posible vivir en una sociedad regida por la igualdad y la fraternidad", dijo.  Afirmó que haría que la nación se uniera a Petrocaribe, una alianza petrolera multinacional que compra petróleo a Venezuela, lo que permitiría a la nación comprar petróleo al 60% de sus costos actuales, liberando así hasta 640 millones de dólares para financiar propuestas de inversión social.

### ARENA
Quijano se centró principalmente en reformar la economía para aumentar el empleo y lograr un crecimiento económico más fuerte. Propone fomentar la financiación de las pequeñas empresas y ayudarlas a obtener mayores rendimientos. Quiere reformas legales en el mercado laboral para proporcionar más movilidad y flexibilidad a los jóvenes. Además, ha promovido leyes para la igualdad salarial para las mujeres. Desea que el gobierno invierta a través de asociaciones público-privadas en la construcción de puertos, aeropuertos, sistemas de irrigación, ferrocarriles y carreteras para fomentar la construcción de sistemas intranacionales e internacionales. Propuso reformar el Ministerio de Agricultura para proporcionar más fondos a los agricultores, ayudar a establecer nuevas tecnologías agrícolas, facilitar la comercialización de sus productos en el mercado mundial y crear una "verdadera industria agroexportadora".

### Movimiento Unidad
Saca anunció que, como presidente, tendría la intención de reducir la "burocracia" para la inversión internacional a través de la reducción de trámites engorrosos. Ha afirmado que sus políticas crearán empleo para los jóvenes en el sector privado. Ha propuesto continuar con las inversiones sociales en salud iniciadas bajo el FMLN, como los Centros Ciudad Mujer. Afirma que su administración apoyará a los salvadoreños en el exterior y luchará por una reforma migratoria en Estados Unidos. Parte de su plataforma incluye el desarrollo de un Viceministerio de Ganadería dentro del Ministerio de Agricultura, con el objetivo de apoyar a las industrias láctea y ganadera. Ha promovido un programa llamado "Semilla Mejorada", que disminuiría las regulaciones sobre pesticidas, insecticidas y financiaría la introducción de nuevos equipos agrícolas. Además, había discutido la fundación de un "banco de tierras" para proporcionar crédito a los agricultores.  A pesar de sus esfuerzos por volver al poder, el 2 de febrero el candidato quedó en tercer lugar con solo el 11,4% de los votos y no pudo continuar la carrera presidencial en la segunda vuelta.

## Debates
El 12 de enero de 2014, Quijano, Sánchez Cerén, Saca, Óscar Lemus, de la Fraternidad Patriótica Salvadoreña (FPS), y René Rodríguez Hurtado, del Partido Progresista Salvadoreño (PPS), tuvieron su primer debate antes de las elecciones presidenciales. El debate fue moderado por el periodista mexicano Armando Guzmán de Univisión. Los observadores criticaron el debate. Roberto Rubio, de la Fundación Nacional para el Desarrollo de El Salvador, dijo: "No fue realmente un debate. En un debate, hay confrontación entre ideas y argumento contra argumento". El presidente Mauricio Funes llegó a calificar el debate como "más de lo mismo".

## Encuestas de opinión
En los sondeos se muestran las preferencias por los partidos políticos en contienda y no sobre los candidatos, ya que en El Salvador el ciudadano marca sobre la bandera del partido político o coalición por cuyos candidatos se emite el voto, en una elección para Presidente y Vicepresidente de la República (Art. 185 del Código Electoral).

### Primera vuelta
| Encuestadora      | Fecha                | Muestra | Sánchez FMLN | Quijano ARENA | Saca UNIDAD | Otros | Indecisos | Ventaja |       |       |       |      |      |      |
| ----------------- | -------------------- | ------- | ------------ | ------------- | ----------- | ----- | --------- | ------- | ----- | ----- | ----- | ---- | ---- | ---- |
| Encuestadora      | Fecha                | Muestra | IUDOP-UCA    | 4–9 Ene 2014  | 1,580       | Otros | Indecisos | Ventaja | 37.2% | 30.5% | 21.2% | 1.9% | 9.2% | 6.7% |
| Mitofsky          | 3–5 Ene 2014         | –       | 31.8%        | 35.5%         | 16%         | –     | –         | 3.7%    |       |       |       |      |      |      |
| CS-Sondea         | 27 Nov–8 Dic 2013    | 7,284   | 39.1%        | 34.2%         | 15.8%       | 1.2%  | 9.7%      | 4.9%    |       |       |       |      |      |      |
| Data Research     | 23–25 Nov 2013       | 1,248   | 27.6%        | 27.8%         | 24%         | –     | –         | 0.2%    |       |       |       |      |      |      |
| CIOPS             | 9–20 Nov 2013        | 1,526   | 38.4%        | 33.4%         | 16.6%       | 2.1%  | 5.0%      | 5%      |       |       |       |      |      |      |
| Data Research     | 28 Sept–1 Oct 2013   | 1,287   | 30.4%        | 25.2%         | 25.5%       | 1.8%  | 15.6%     | 4.9%    |       |       |       |      |      |      |
| Data Research     | 16–19 Ago 2013       | 1,330   | 29.2%        | 27.4%         | 27.8%       | 1.5%  | 14%       | 1.4%    |       |       |       |      |      |      |
| CS-Sondea         | 20–27 Jul 2013       | 1,284   | 34.5%        | 26.9%         | 21.7%       | –     | –         | 7.6%    |       |       |       |      |      |      |
| Mitofsky          | 12–14 Jul 2013       | 1,000   | 32%          | 33%           | 18%         | 2%    | –         | 1%      |       |       |       |      |      |      |
| JABES             | 6–9 Jul 2013         | 1,204   | 28.9%        | 27.8%         | 27.1%       | 0.5%  | 15.7%     | 1.1%    |       |       |       |      |      |      |
| JABES             | 6–9 Jul 2013         | 1,204   | 29.9%        | 28.9%         | 27.7%       | 0.52% | –         | 1%      |       |       |       |      |      |      |
| CS-Sondea         | Jun 2013             | –       | 34.6%        | 28.3%         | 24.5%       | –     | –         | 6.3%    |       |       |       |      |      |      |
| CID-Gallup        | 30 de mayo de 2013   | –       | 31%          | 31%           | 22%         | –     | –         | Tie     |       |       |       |      |      |      |
| CIOPS             | 9–16 de mayo de 2013 | 1,277   | 36%          | 24.9%         | 28.0%       | 11.1% | –         | 8%      |       |       |       |      |      |      |
| Mitofsky          | 15 Abr 2013          | –       | 32%          | 33%           | 18%         | –     | –         | 1%      |       |       |       |      |      |      |
| La Prensa Gráfica | 16–23 Nov 2012       | 1,268   | 16.1%        | 25.6%         | 6.3%        | 19.1% | 20.7%     | 9.5%    |       |       |       |      |      |      |
| Mitofsky          | 9–11 Nov 2012        | 1,000   | 30%          | 38%           | –           | 21%   | 10%       | 8%      |       |       |       |      |      |      |

### Segunda vuelta
| Encuestadora  | Fecha              | Muestra | Sánchez FMLN | Quijano ARENA  | Indecisos | Ventaja |       |       |       |   |       |
| ------------- | ------------------ | ------- | ------------ | -------------- | --------- | ------- | ----- | ----- | ----- | - | ----- |
| Encuestadora  | Fecha              | Muestra | UFG          | 15–18 Feb 2014 | Indecisos | Ventaja | 1,320 | 60.3% | 39.7% | – | 20.6% |
| 53.9%         | 35.5%              | 10.6%   | UFG          | 15–18 Feb 2014 | 18.4%     |         | 1,320 |       |       |   |       |
| CID-Gallup    | 12–16 Feb 2014     | 1,007   | 58%          | 42%            | –         | 16%     |       |       |       |   |       |
| IUDOP-UCA     | 4–9 Ene 2014       | 1,580   | 46.2%        | 39.6%          | 6.8%      | 6.6%    |       |       |       |   |       |
| Data Research | 23–25 Nov 2013     | 1,248   | 37.4%        | 37.9%          | –         | 0.5%    |       |       |       |   |       |
| Data Research | 28 Sept–1 Oct 2013 | 1,287   | 36.5%        | 30.4%          | 33.1%     | 6.1%    |       |       |       |   |       |
| Data Research | 16–19 Ago 2013     | 1,330   | 36.1%        | 38%            | 25.9%     | 1.9%    |       |       |       |   |       |

## Controversias
El día 23 de septiembre de 2013, el magistrado presidente del Tribunal Supremo Electoral, Eugenio Chicas, convocó a las elecciones presidenciales del 2014. En el acto oficial, aseguró la transparencia de los comicios que contará con la observación electoral internacional encabezada por la Organización de los Estados Americanos (OEA) y la Unión Europea.

### Reuniones con pandillas
Tras el distanciamiento de Mauricio Funes, por entonces presidente de El Salvador por el FMLN, de La Tregua, Benito Lara se acercó a los líderes de las pandillas para iniciar un diálogo entre el FMLN y estas. El objetivo de las conversaciones era que los pandilleros le ayuden al FMLN a ganar las elecciones mediante la movilización de electores y la intimidación de electores indecisos o contrarios. Con esto, Lara buscaba obtener un puesto político importante debido a que "su partido no lo había tomado en cuenta y no lo iba en a tomar en cuenta en ningún cargo de interés". Los pandilleros aceptaron cobrando $250 000 más la promesa de reanudar el diálogo estancado tras el alejamiento de La Tregua, a la vez grabaron las reuniones. Paralelamente, el partido opositor de entonces, ARENA, al enterarse de las reuniones entre el FMLN y las pandillas, decidió establecer negociaciones con las pandillas. Finalmente, los pandilleros decidieron apoyar la campaña del FMLN.

## Dia de la votación
Los partidarios de ARENA y FMLN se enfrentaron brevemente el día de la votación. La seguridad se reforzó ese día, ya que unos 4,9 millones de votantes estaban habilitados para emitir su voto. Sánchez Cerén dijo que está "abierto a la participación de distintos sectores" y que buscará acercarse a otros para crear "un gran acuerdo nacional"; Quijano, que votó en un centro instalado en una escuela en el oeste de San Salvador, elogió las "elecciones pacíficas", y Saca dijo que era "optimista" mientras votaba. En las primeras horas del día, los simpatizantes de cada partido instalaron puestos con los colores de su partido en todo San Salvador y ayudaron a los votantes a encontrar sus centros de votación.

## Resultados
|  | 48.93 % |

|  | 50.11 % |

|  | 38.95 % |

|  | 49.89 % |

|  | 11.44 % |

|  | 0.42 % |

|  | 0.26 % |

|  | 98.10 % |

|  | 98.95 % |

|  | 1.90 % |

|  | 1.05 % |

|  | 100.00 % |

|  | 100.00 % |

### Resultados por departamento

#### Primera vuelta
|  | 49.09 % |

|  | 36.42 % |

|  | 13.82 % |

|  | 0.44 % |

|  | 0.22 % |

|  | 36.34 % |

|  | 50.21 % |

|  | 12.86 % |

|  | 0.41 % |

|  | 0.19 % |

|  | 47.04 % |

|  | 42.58 % |

|  | 9.83 % |

|  | 0.38 % |

|  | 0.17 % |

|  | 44.86 % |

|  | 40.88 % |

|  | 13.66 % |

|  | 0.37 % |

|  | 0.24 % |

|  | 45.10 % |

|  | 42.53 % |

|  | 11.60 % |

|  | 0.45 % |

|  | 0.32 % |

|  | 49.99 % |

|  | 38.85 % |

|  | 10.59 % |

|  | 0.36 % |

|  | 0.21 % |

|  | 52.48 % |

|  | 39.04 % |

|  | 7.74 % |

|  | 0.54 % |

|  | 0.20 % |

|  | 54.15 % |

|  | 35.31 % |

|  | 9.81 % |

|  | 0.54 % |

|  | 0.19 % |

|  | 59.13 % |

|  | 31.08 % |

|  | 9.25 % |

|  | 0.37 % |

|  | 0.16 % |

|  | 47.24 % |

|  | 41.48 % |

|  | 10.62 % |

|  | 0.39 % |

|  | 0.27 % |

|  | 50.57 % |

|  | 36.86 % |

|  | 12.02 % |

|  | 0.39 % |

|  | 0.16 % |

|  | 45.90 % |

|  | 38.74 % |

|  | 14.51 % |

|  | 0.52 % |

|  | 0.33 % |

|  | 54.29 % |

|  | 30.86 % |

|  | 14.22 % |

|  | 0.40 % |

|  | 0.23 % |

|  | 55.13 % |

|  | 34.12 % |

|  | 10.13 % |

|  | 0.42 % |

|  | 0.20 % |

|  | 60.61 % |

|  | 31.38 % |

|  | 7.12 % |

|  | 0.68 % |

|  | 0.21 % |

|  | 48.93 % |

|  | 38.96 % |

|  | 11.44 % |

|  | 0.42 % |

|  | 0.25 % |

### Por Departamento
|  | 50.10 % |

|  | 49.90 % |

|  | 38.57 % |

|  | 61.43 % |

|  | 48.44 % |

|  | 51.56 % |

|  | 46.25 % |

|  | 53.75 % |

|  | 46.53 % |

|  | 53.47 % |

|  | 51.44 % |

|  | 48.56 % |

|  | 49.58 % |

|  | 50.42 % |

|  | 52.99 % |

|  | 47.01 % |

|  | 58.07 % |

|  | 41.93 % |

|  | 49.33 % |

|  | 50.67 % |

|  | 51.56 % |

|  | 48.44 % |

|  | 47.61 % |

|  | 52.39 % |

|  | 56.05 % |

|  | 43.95 % |

|  | 53.87 % |

|  | 46.13 % |

|  | 63.41 % |

|  | 36.59 % |

|  | 50.11 % |

|  | 49.89 % |

### Por Municipio
|  | 51.29 % |

|  | 48.71 % |

|  | 39.86 % |

|  | 60.14 % |

|  | 51.53 % |

|  | 48.47 % |

|  | 42.41 % |

|  | 57.59 % |

|  | 42.39 % |

|  | 57.61 % |

|  | 56.23 % |

|  | 43.77 % |

|  | 52.30 % |

|  | 47.70 % |

|  | 46.50 % |

|  | 53.50 % |

|  | 46.59 % |

|  | 53.41 % |

|  | 54.54 % |

|  | 45.46 % |

|  | 53.74 % |

|  | 46.26 % |

|  | 46.60 % |

|  | 53.40 % |

|  | 60.66 % |

|  | 39.34 % |

|  | 39.15 % |

|  | 60.85 % |

|  | 54.21 % |

|  | 45.79 % |

|  | 34.25 % |

|  | 65.75 % |

|  | 35.27 % |

|  | 64.73 % |

|  | 45.00 % |

|  | 55.00 % |

|  | 37.13 % |

|  | 62.87 % |

|  | 47.21 % |

|  | 52.79 % |

|  | 44.76 % |

|  | 55.24 % |

|  | 41.19 % |

|  | 58.81 % |

|  | 67.58 % |

|  | 32.42 % |

|  | 46.52 % |

|  | 53.48 % |

|  | 54.87 % |

|  | 45.13 % |

|  | 47.54 % |

|  | 52.46 % |

|  | 40.77 % |

|  | 59.23 % |

|  | 42.54 % |

|  | 57.46 % |

|  | 48.76 % |

|  | 51.24 % |

|  | 43.01 % |

|  | 56.99 % |

|  | 57.24 % |

|  | 42.76 % |

|  | 42.39 % |

|  | 57.61 % |

|  | 39.97 % |

|  | 60.03 % |

|  | 46.15 % |

|  | 53.85 % |

|  | 43.46 % |

|  | 56.54 % |

|  | 96.40 % |

|  | 3.60 % |

|  | 88.27 % |

|  | 11.73 % |

|  | 63.78 % |

|  | 36.22 % |

|  | 45.13 % |

|  | 54.87 % |

|  | 81.10 % |

|  | 18.90 % |

|  | 42.54 % |

|  | 57.46 % |

|  | 51.56 % |

|  | 48.44 % |

|  | 53.71 % |

|  | 46.29 % |

|  | 92.83 % |

|  | 7.17 % |

|  | 45.60 % |

|  | 54.40 % |

|  | 53.15 % |

|  | 46.85 % |

|  | 55.11 % |

|  | 44.89 % |

|  | 46.68 % |

|  | 53.32 % |

|  | 88.12 % |

|  | 11.88 % |

|  | 41.28 % |

|  | 58.72 % |

|  | 56.83 % |

|  | 43.17 % |

|  | 47.76 % |

|  | 52.24 % |

|  | 40.80 % |

|  | 59.20 % |

|  | 47.15 % |

|  | 52.85 % |

|  | 34.42 % |

|  | 65.58 % |

|  | 42.80 % |

|  | 57.20 % |

|  | 41.26 % |

|  | 58.74 % |

|  | 30.90 % |

|  | 69.10 % |

|  | 37.86 % |

|  | 62.14 % |

|  | 39.73 % |

|  | 60.27 % |

|  | 53.02 % |

|  | 46.98 % |

|  | 45.68 % |

|  | 54.32 % |

|  | 40.31 % |

|  | 59.69 % |

|  | 44.86 % |

|  | 55.14 % |

|  | 43.19 % |

|  | 56.81 % |

|  | 45.43 % |

|  | 54.57 % |

|  | 39.18 % |

|  | 60.82 % |

|  | 46.56 % |

|  | 53.44 % |

|  | 71.46 % |

|  | 28.54 % |

|  | 55.19 % |

|  | 44.81 % |

|  | 32.93 % |

|  | 67.07 % |

|  | 40.96 % |

|  | 59.04 % |

|  | 50.31 % |

|  | 49.69 % |

|  | 46.37 % |

|  | 53.63 % |

|  | 47.96 % |

|  | 52.04 % |

|  | 45.50 % |

|  | 54.50 % |

|  | 48.45 % |

|  | 51.55 % |

|  | 32.14 % |

|  | 67.86 % |

|  | 52.15 % |

|  | 47.85 % |

|  | 43.39 % |

|  | 56.61 % |

|  | 55.92 % |

|  | 44.08 % |

|  | 46.19 % |

|  | 53.81 % |

|  | 46.29 % |

|  | 53.71 % |

|  | 50.35 % |

|  | 49.65 % |

|  | 52.32 % |

|  | 47.68 % |

|  | 48.23 % |

|  | 51.77 % |

|  | 44.10 % |

|  | 55.90 % |

|  | 45.14 % |

|  | 54.86 % |

|  | 41.54 % |

|  | 58.46 % |

|  | 35.16 % |

|  | 64.84 % |

|  | 51.30 % |

|  | 48.70 % |

|  | 46.75 % |

|  | 53.25 % |

|  | 46.91 % |

|  | 53.09 % |

|  | 54.03 % |

|  | 45.97 % |

|  | 62.36 % |

|  | 37.64 % |

|  | 74.94 % |

|  | 25.06 % |

|  | 47.56 % |

|  | 52.44 % |

|  | 44.05 % |

|  | 55.95 % |

|  | 47.10 % |

|  | 52.90 % |

|  | 41.37 % |

|  | 58.63 % |

|  | 33.34 % |

|  | 66.66 % |

|  | 55.70 % |

|  | 44.30 % |

|  | 45.46 % |

|  | 54.54 % |

|  | 44.38 % |

|  | 55.62 % |

|  | 50.12 % |

|  | 49.88 % |

|  | 50.82 % |

|  | 49.18 % |

|  | 48.38 % |

|  | 51.62 % |

|  | 56.06 % |

|  | 43.94 % |

|  | 46.62 % |

|  | 53.38 % |

|  | 55.70 % |

|  | 44.30 % |

|  | 43.26 % |

|  | 56.74 % |

|  | 55.86 % |

|  | 44.14 % |

|  | 48.30 % |

|  | 51.70 % |

|  | 52.74 % |

|  | 47.26 % |

|  | 45.31 % |

|  | 54.69 % |

|  | 47.01 % |

|  | 52.99 % |

|  | 35.59 % |

|  | 64.41 % |

|  | 53.16 % |

|  | 46.84 % |

|  | 53.92 % |

|  | 47.26 % |

|  | 41.96 % |

|  | 58.04 % |

|  | 54.45 % |

|  | 45.55 % |

|  | 53.87 % |

|  | 46.13 % |

|  | 32.74 % |

|  | 67.26 % |

|  | 34.31 % |

|  | 65.69 % |

|  | 49.05 % |

|  | 50.95 % |

|  | 53.01 % |

|  | 46.99 % |

|  | 39.10 % |

|  | 60.90 % |

|  | 54.05 % |

|  | 45.95 % |

|  | 45.29 % |

|  | 54.71 % |

|  | 51.92 % |

|  | 48.08 % |

|  | 51.18 % |

|  | 48.82 % |

|  | 48.67 % |

|  | 51.33 % |

|  | 57.90 % |

|  | 42.10 % |

|  | 59.91 % |

|  | 40.09 % |

|  | 52.85 % |

|  | 47.15 % |

|  | 43.51 % |

|  | 56.49 % |

|  | 38.95 % |

|  | 61.05 % |

|  | 58.17 % |

|  | 41.83 % |

|  | 59.14 % |

|  | 40.86 % |

|  | 52.78 % |

|  | 47.22 % |

|  | 50.02 % |

|  | 49.98 % |

|  | 45.00 % |

|  | 55.00 % |

|  | 65.09 % |

|  | 34.91 % |

|  | 55.35 % |

|  | 44.65 % |

|  | 47.56 % |

|  | 52.44 % |

|  | 77.98 % |

|  | 22.02 % |

|  | 44.31 % |

|  | 55.69 % |

|  | 51.24 % |

|  | 48.76 % |

|  | 46.79 % |

|  | 53.21 % |

|  | 53.84 % |

|  | 46.16 % |

|  | 47.28 % |

|  | 52.72 % |

|  | 58.56 % |

|  | 41.44 % |

|  | 63.12 % |

|  | 36.88 % |

|  | 43.36 % |

|  | 56.64 % |

|  | 59.61 % |

|  | 40.39 % |

|  | 62.45 % |

|  | 37.55 % |

|  | 45.05 % |

|  | 54.94 % |

|  | 40.06 % |

|  | 59.94 % |

|  | 49.61 % |

|  | 50.39 % |

|  | 66.70 % |

|  | 33.30 % |

|  | 50.07 % |

|  | 49.93 % |

|  | 53.42 % |

|  | 46.58 % |

|  | 55.93 % |

|  | 44.07 % |

|  | 60.98 % |

|  | 39.02 % |

|  | 50.65 % |

|  | 49.35 % |

|  | 66.17 % |

|  | 33.83 % |

|  | 65.58 % |

|  | 34.42 % |

|  | 68.27 % |

|  | 31.73 % |

|  | 52.19 % |

|  | 47.81 % |

|  | 58.51 % |

|  | 41.49 % |

|  | 47.10 % |

|  | 52.90 % |

|  | 51.24 % |

|  | 48.76 % |

|  | 46.52 % |

|  | 53.48 % |

|  | 48.32 % |

|  | 51.68 % |

|  | 60.23 % |

|  | 39.77 % |

|  | 55.83 % |

|  | 44.17 % |

|  | 58.15 % |

|  | 41.85 % |

|  | 55.84 % |

|  | 44.16 % |

|  | 44.46 % |

|  | 55.54 % |

|  | 50.64 % |

|  | 49.36 % |

|  | 53.16 % |

|  | 46.84 % |

|  | 50.07 % |

|  | 49.93 % |

|  | 51.85 % |

|  | 48.15 % |

|  | 58.34 % |

|  | 41.66 % |

|  | 52.13 % |

|  | 47.87 % |

|  | 49.74 % |

|  | 50.26 % |

|  | 53.42 % |

|  | 46.58 % |

|  | 55.24 % |

|  | 44.76 % |

|  | 47.95 % |

|  | 52.05 % |

|  | 47.21 % |

|  | 52.79 % |

|  | 52.12 % |

|  | 47.88 % |

|  | 47.01 % |

|  | 52.99 % |

|  | 44.40 % |

|  | 55.60 % |

|  | 43.39 % |

|  | 56.61 % |

|  | 47.18 % |

|  | 52.82 % |

|  | 52.31 % |

|  | 47.69 % |

|  | 48.30 % |

|  | 51.70 % |

|  | 33.50 % |

|  | 66.50 % |

|  | 45.94 % |

|  | 54.06 % |

|  | 43.50 % |

|  | 56.50 % |

|  | 44.97 % |

|  | 55.03 % |

|  | 47.33 % |

|  | 52.67 % |

|  | 35.52 % |

|  | 64.48 % |

|  | 43.24 % |

|  | 56.76 % |

|  | 40.69 % |

|  | 59.31 % |

|  | 49.16 % |

|  | 50.84 % |

|  | 52.42 % |

|  | 47.58 % |

|  | 21.43 % |

|  | 78.57 % |

|  | 34.11 % |

|  | 65.89 % |

|  | 41.16 % |

|  | 58.84 % |

|  | 44.89 % |

|  | 55.11 % |

|  | 42.30 % |

|  | 57.70 % |

|  | 47.16 % |

|  | 52.84 % |

|  | 67.69 % |

|  | 32.31 % |

|  | 64.06 % |

|  | 35.94 % |

|  | 52.24 % |

|  | 47.76 % |

|  | 47.85 % |

|  | 52.15 % |

|  | 47.04 % |

|  | 52.96 % |

|  | 52.31 % |

|  | 47.69 % |

|  | 41.50 % |

|  | 58.50 % |

|  | 64.69 % |

|  | 35.31 % |

|  | 54.57 % |

|  | 45.43 % |

|  | 53.51 % |

|  | 46.49 % |

|  | 65.19 % |

|  | 34.81 % |

|  | 45.11 % |

|  | 54.89 % |

|  | 54.78 % |

|  | 45.22 % |

|  | 56.30 % |

|  | 43.70 % |

|  | 48.90 % |

|  | 51.10 % |

|  | 53.80 % |

|  | 46.20 % |

|  | 66.52 % |

|  | 33.48 % |

|  | 58.73 % |

|  | 41.27 % |

|  | 52.99 % |

|  | 47.01 % |

|  | 65.18 % |

|  | 34.82 % |

|  | 51.61 % |

|  | 48.39 % |

|  | 69.84 % |

|  | 30.16 % |

|  | 39.60 % |

|  | 60.40 % |

|  | 48.17 % |

|  | 51.83 % |

|  | 56.08 % |

|  | 43.92 % |

|  | 53.34 % |

|  | 46.66 % |

|  | 62.54 % |

|  | 37.46 % |

|  | 56.88 % |

|  | 43.12 % |

|  | 45.07 % |

|  | 54.93 % |

|  | 47.32 % |

|  | 52.68 % |

|  | 58.55 % |

|  | 41.45 % |

|  | 45.02 % |

|  | 54.98 % |

|  | 51.84 % |

|  | 48.16 % |

|  | 64.21 % |

|  | 35.79 % |

|  | 49.95 % |

|  | 50.05 % |

|  | 59.72 % |

|  | 40.28 % |

|  | 53.38 % |

|  | 46.62 % |

|  | 48.43 % |

|  | 51.57 % |

|  | 56.77 % |

|  | 43.23 % |

|  | 56.95 % |

|  | 43.05 % |

|  | 55.07 % |

|  | 44.93 % |

|  | 54.95 % |

|  | 45.05 % |

|  | 45.93 % |

|  | 54.07 % |

|  | 56.89 % |

|  | 43.11 % |

|  | 47.31 % |

|  | 52.69 % |

|  | 47.28 % |

|  | 52.72 % |

|  | 56.94 % |

|  | 43.06 % |

|  | 55.31 % |

|  | 44.69 % |

|  | 48.02 % |

|  | 51.98 % |